# 李凌 (水文学家)
李凌，河海大学大禹学院教授，主要从事水力学及河流动力学等方面的研究工作。入选中华人民共和国教育部第五批"长江学者"特聘教授，曾就读于清华大学环境工程系。